# Conspiracy Theory (film)
Conspiracy Theory is een Amerikaanse film uit 1997 geregisseerd door Richard Donner. De hoofdrollen worden vertolkt door Mel Gibson en Julia Roberts.

## Verhaal
Jerry Fletcher is tegen de overheid en hij heeft verschillende samenzweringstheorieën. Een daarvan lijkt waar te zijn en enkele gevaarlijke personen willen hem dood hebben. De enige persoon die hij vertrouwt is de vrouw op wie hij verliefd is maar die hem niet kent.

## Rolverdeling
| Acteur          | Personage          |
| --------------- | ------------------ |
| Mel Gibson      | Jerry Fletcher     |
| Julia Roberts   | Alice Sutton       |
| Patrick Stewart | Dr. Jonas          |
| Cylk Cozart     | Agent Lowry        |
| Steve Kahan     | Mr. Wilson         |
| Terry Alexander | Flip               |
| Alex McArthur   | Cynic              |
| Dean Winters    | Cleet (filmdebuut) |
| Rod McLachlan   | Bewaker            |
| Michael Potts   | Bewaker            |
| Jim Sterling    | Bewaker            |

## Prijzen en nominaties
- 1998 - ASCAP Award
  - Gewonnen: Beste muziek (Carter Burwell)
- 1998 - Blockbuster Entertainment Award
  - Gewonnen: Beste acteur (Mel Gibson)
  - Gewonnen: Beste actrice (Julia Roberts)
  - Gewonnen: Beste mannelijke bijrol (Patrick Stewart)

## Trivia
- Voor de rol van Alice kwam Jodie Foster oorspronkelijk in aanmerking.
- Mel Gibsons jongere broer, Donal Gibson speelt een kleine rol in de film.